# لويس أركون
لويس أركون (بالإسبانية: Luis Arcon) (مواليد 1 يونيو 1992) هو ملاكم فنزويلي، مثّل بلاده في الألعاب الأولمبية الصيفية 2016.

## روابط خارجية
لويس أركون على موقع بوكس ريك (الإنجليزية) (registration required)
- لويس أركون على موقع اللجنة الأولمبية الدولية (الإنجليزية)
- لويس أركون على موقع أوليمبيديا (الإنجليزية)